# EnVision
EnVision és una missió orbital a Venus de l'Agència Espacial Europea (ESA) que té previst realitzar cartografia de radar d'alta resolució i estudis atmosfèrics. Està dissenyada per ajudar els científics a entendre les relacions entre l'activitat geològica de Venus i la seva atmosfera, i investigar per què Venus i la Terra van prendre camins evolutius tan diferents. La sonda va ser seleccionada com la cinquena missió mitjana (M5) del programa Cosmic Vision de l'ESA el juny de 2021. El seu llançament està previst per al desembre de 2031 i la seva inserció orbital per al 2034. La missió es durà a terme en col·laboració amb la NASA.

Animació de la trajectòria proposada de la sonda EnVision des del 15 de juny de 2032 a l'1 de març de 2034
· · ·

Animació de la trajectòria proposada d'EnVision durant la fase d'aerofrenada al voltant de Venus

## Objectius científics
EnVision oferirà nous coneixements sobre la història geològica de Venus a través d'imatges complementàries, polarimetria, radiometria i espectroscòpia de la superfície juntament amb el sondeig del subsòl i la cartografia gravitatòria; buscarà signes tèrmics, morfològics i gasosos d'activitat volcànica i d'altra activitat geològica; i estudiarà la seva atmosfera. Les mesures de la ciència bàsica inclouen: mapes d'alta resolució d'objectius específics, canvi de superfície, geomorfologia, topografia, estudis del subsol, emissió tèrmica, SO
2, H
2O, relació D/H, gravetat, velocitat de gir i eix de gir. Els objectius específics de la missió són:
- Determinar el nivell i la naturalesa de l'activitat actual
- Determinar la seqüència d'esdeveniments geològics que van generar la seva gamma de característiques superficials
- Avaluar si Venus va tenir oceans o va ser hospitalària per a la vida
- Comprendre el marc geodinàmic organitzador que controla l'alliberament de calor interna al llarg de la història del planeta

## Instruments
EnVision és una missió de l'ESA en col·laboració amb la NASA, que compta també amb la contribució individual d'estats membres de l'ESA per al subministrament d'elements de càrrega útil. La NASA aportarà l'instrument VenSAR i proporcionarà suport DSN. La resta d'instruments de càrrega útil seran aportats per alguns dels estats membres de l'ESA. Els instruments planificats són els següents:
- Venus Synthetic Aperture Radar (VenSAR), que funcionarà a 3,2 GHz a la banda S (9,4 cm de longitud d'ona). VenSAR proporcionarà diverses tècniques d'imatge i abast des d'una òrbita polar: (1) mapeig de superfície regional i orientat, (2) topografia global i altimetria, (3) imatge estèreo, (4) radiometria i dispersió de superfície, (5) polarimetria de superfície i (6) oportunitats de repetició d'interferometria. Una SAR és una tecnologia de teledetecció versàtil que té capacitats úniques per determinar informació geofísica sovint no disponible per altres mètodes de teledetecció. VenSAR caracteritzarà l'evidència estructural i geomòrfica de processos multiescala que van donar forma a la història geològica de Venus, així com caracteritzarà l'activitat volcànica, tectònica i sedimentària actual.

- Venus Subsurface Radar Sounder (SRS), que serà una antena dipol fixa que funcionarà en el rang 9-30 MHz. SRS buscarà límits de materials subsuperficials en diversos terrenys geològics que inclouen cràters d'impacte i el seu farciment, cràters enterrats, tesseres i les seves vores, planes, colades de lava i les seves vores i característiques tectòniques per tal de proporcionar relacions estratigràfiques a diversos rangs de profunditat i escales horitzontals.

- Venus Spectroscopy Suite (VenSpec), que constarà de tres canals: VenSpec-M, VenSpec-H i VenSpec-U. VenSpec-M proporcionarà dades de composició sobre els tipus de roques, VenSpec-H realitzarà mesures atmosfèriques d'alta resolució i VenSpec-U controlarà les espècies menors sulfurades (principalment SO i SO 2), així com el misteriós absorbidor d'UV als núvols superiors venusians. Aquesta també cercarà variacions temporals en les temperatures superficials i les concentracions troposfèriques de gasos volcànics, indicatives d'erupcions volcàniques.

- Experiment de radiociència. Qualsevol nau espacial en òrbita és sensible al camp de gravetat local, més el camp de gravetat del Sol i, en menor mesura, d'altres planetes. Aquestes pertorbacions gravitatòries generen pertorbacions de la velocitat orbital de les naus espacials, a partir de les quals es pot determinar el camp de gravetat d'un planeta. L'òrbita de poca excentricitat, gairebé polar i relativament baixa d'EnVision ofereix l'oportunitat d'obtenir un camp de gravetat d'alta resolució a cada longitud i latitud del globus venusià.

L'anàlisi del camp de gravetat juntament amb la topografia oferirà informació sobre l'estructura litosfèrica i de l'escorça, permetent entendre millor l'evolució geològica de Venus. En absència de dades sísmiques, les mesures de la deformació de la marea i el moviment adequat del planeta proporcionaran la manera de sondejar la seva estructura interna profunda (mida i estat del nucli).